# Psydrax robertsoniae
Psydrax robertsoniae är en måreväxtart som beskrevs av Diane Mary Bridson. Psydrax robertsoniae ingår i släktet Psydrax och familjen måreväxter. Inga underarter finns listade i Catalogue of Life.